# 高雄・京北線

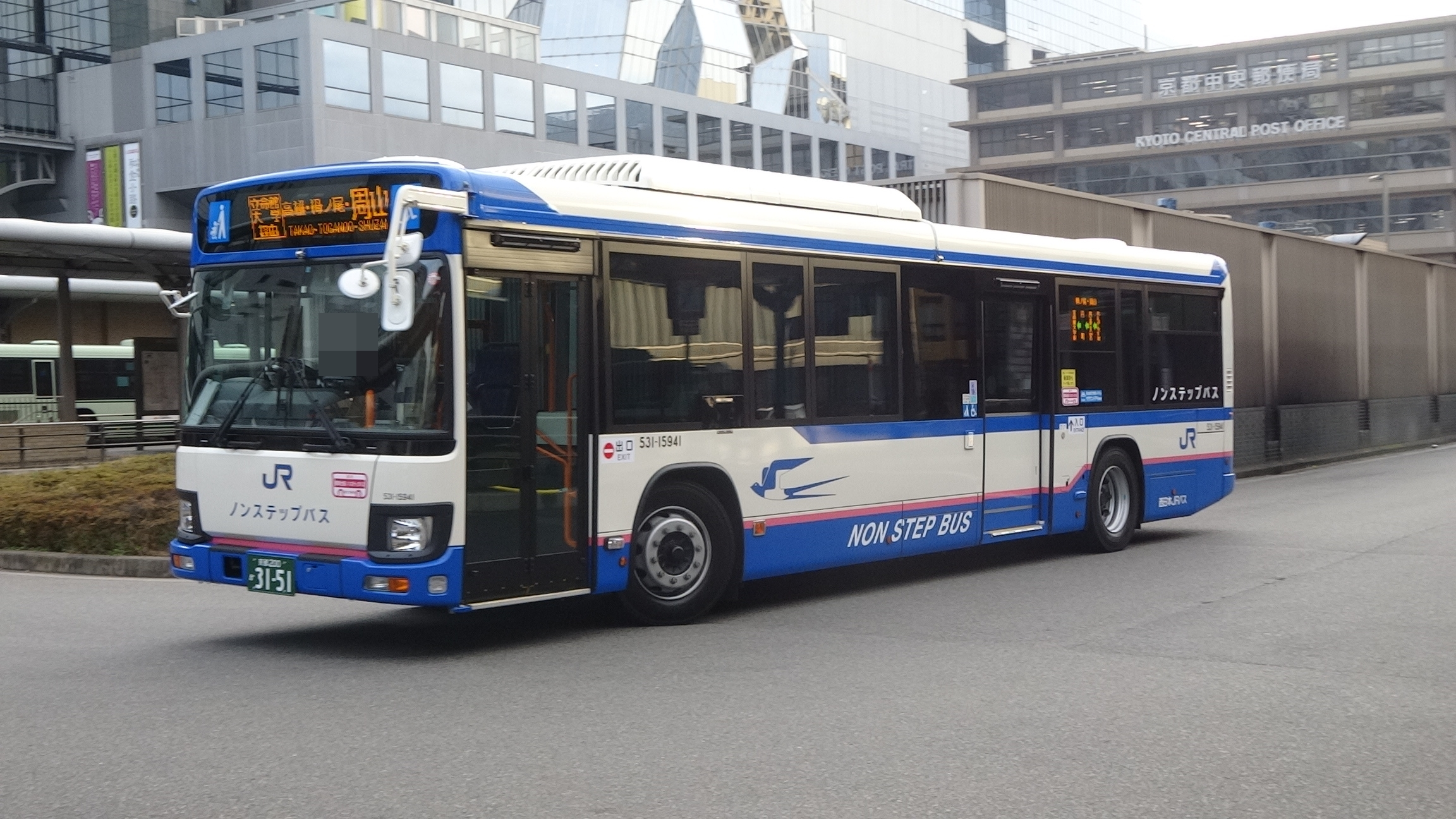
高雄・京北線の車両（2016年1月）

高雄・京北線（たかお・けいほくせん）は、西日本ジェイアールバス（西日本JRバス）が運行している自動車路線である。
1995年4月2日までは京鶴線（けいかくせん）と称していた。西日本JRバスの公式の配布物では京北線と略して記述している場合もある。
本項では、支線として開設された山国線かつて直通運転を行なっていた名田庄線2009年より運行を開始した立命館大学線および、運行を担当する京都営業所路線の拠点（バスターミナル、自動車駅）として機能している周山駅についても記述する。

## 概要
1937年に鉄道省が路線を開設して以来、一貫して同省およびその事業を承継する法人によって運行されている（鉄道省→運輸省鉄道総局→日本国有鉄道自動車局（国鉄バス）→西日本旅客鉄道（JR西日本、JRバス）→西日本JRバス）。
1937年3月25日に京都駅と鶴ヶ岡75kmを結ぶ省営バス京鶴線として開業し、同時に京都自動車区が開設された。改正鉄道敷設法別表第79号の「京都府殿田附近ヨリ福井県小浜ニ至ル鉄道」の予定線（小鶴線）があり、本路線は鉄道線の先行という使命の下に開設された路線である。1938年に周山駅から井戸を結ぶ支線として山国線が開業、その後も支線形成が活発化したが、まもなく戦時体制に入ったため拡大は一時中断となった。
終戦間もない1946年に、小浜駅から納田終・小屋を結ぶ合計36kmの路線として名田庄線が開業した。長距離急行路線の開設が全国的に多くなった1960年代に入ると、京鶴線と名田庄線の直通運転も行なわれ、京都から小浜までの110kmが国鉄バス路線で結ばれるようになった。しかし、途中の経過地である堀越峠が自然災害で不通になることが多く、利用者数の減少もあって1970年代までに直通運行は廃止された。
その後、一部の支線が廃止された程度であったが、国鉄分割民営化およびその後に実施された西日本JRバスへの分社化後に行なわれた大幅な路線の整理は、支線だけではなく京鶴本線の末端区間にも及ぶことになり、1994年には丹波上川以北の路線が美山町営バス（当時）に移管された。2002年3月31日には名田庄線が全廃されたほか、その他の支線区も2003年4月までに京北町営バス（当時）へ移管されたため、京都駅と周山駅を結ぶ1路線だけが残った。この時に路線名称を「高雄・京北線」に変更している。2005年4月1日に旧・京北町が京都市右京区に編入されて以降は、京都市内だけで完結する路線となった。

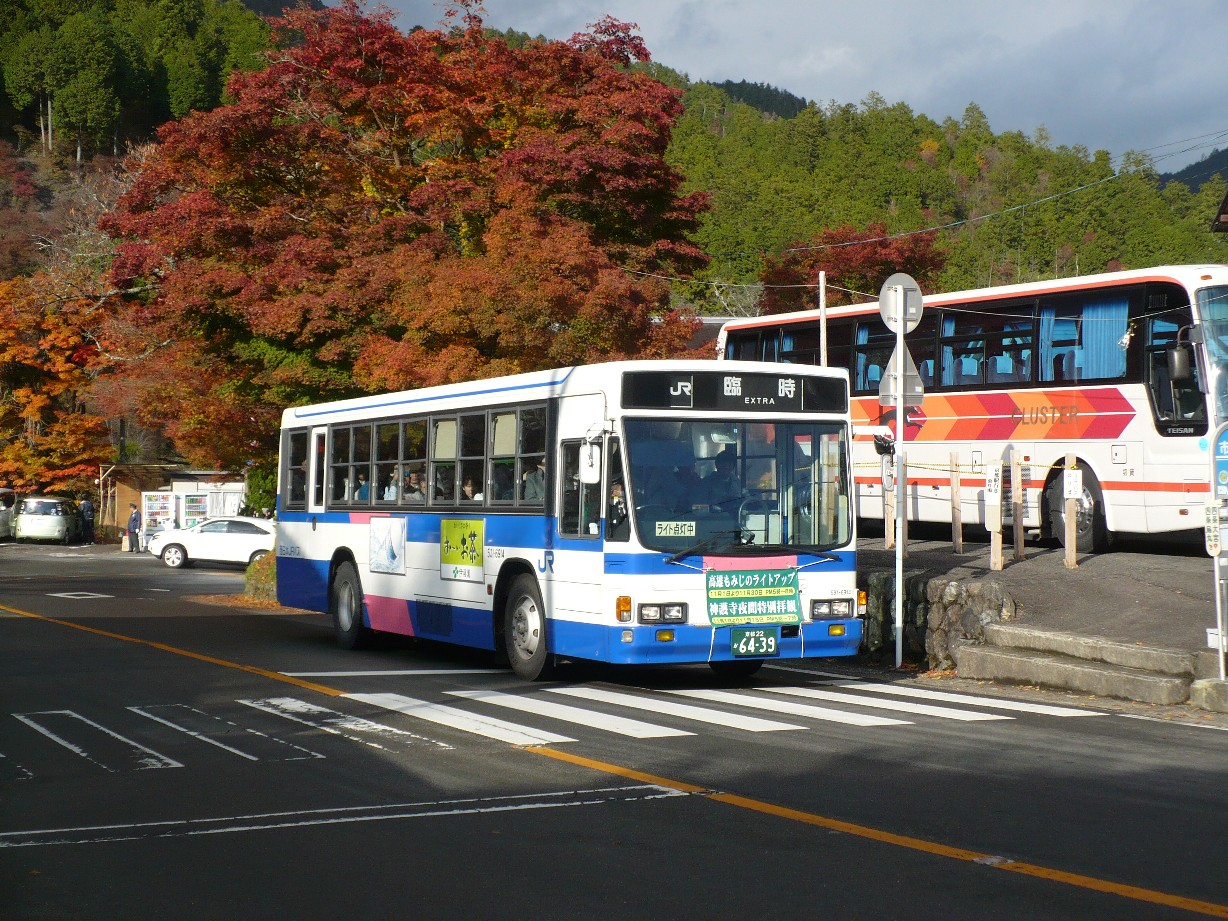
紅葉シーズンには臨時バスも運行される（山城高雄バス停）

当路線は京北地区の生活路線としての使命のみならず、京都市街地の沿線に立命館大学があり通学に用いられるなど市内交通として機能するとともに、著名な寺社や紅葉の名所として知られる高雄・槇ノ尾・栂ノ尾（三尾）などが沿線に点在することから、観光路線としての一面も持ち合わせている。紅葉の時期には観光客の利用に対応して臨時便も運行されるが、その際は京都営業所だけでは車両が不足するため、金沢営業所、福知山営業所、近江今津営業所からも車両と乗務員が集められて運行されている。
2008年3月より高雄・京北線車両の方向幕が交換され、英文入りの黒地に白抜き文字の方向幕に変更された。

## 沿革
- 1937年3月25日 - 京鶴線京都 - 鶴ヶ岡間開業[1][2]。京都自動車区・周山支区開設。
【新設停車場】四条大宮、二条（既設）、千本丸太町、下ノ森、北野、妙心寺裏門、福王子、高鼻町、平岡八幡、梅ヶ畑奥殿町、御経坂、山城高雄、栂ノ尾、亀石町、山城中川、杉坂口、川登橋、小野郷口、小野上ノ町、笠峠、餘野谷橋、滝又口、宮ノ辻、栗尾峠、魚ヶ淵、周山下町、周山、卯瀧橋、出口橋、清田、下中、筒江口、上弓削、丹波下川、丹波上川、千谷口、男鹿谷、深見峠、佐賀山、深見、下深見、丹波長尾、平屋、下平屋口、九鬼ヶ坂、静原、今宮橋、栃原橋、丹波高野、砂木、棚村橋、鶴ヶ岡
- 1938年7月1日 - 山国線周山 - 井戸間開業[3] 及び京鶴線を「京鶴本線」に改称[4]。
【新設停車場】森ヶ坪、島崎、丹波鳥居、山国、最玄寺、野上橋、山国御陵前、井戸
- 1940年5月31日 - 【廃止停車場】妙心寺裏門、福王子、平岡八幡、梅ヶ畑奥殿町
- 1940年6月1日 - 【新設停車場】御室仁和寺、鳴瀧本町（北野・高鼻町間）、梅ヶ畑清水町、高雄小学校前（高鼻町・御経坂）
- 1946年 - 名田庄線（小浜駅 - 納田終・谷口 - 小屋）が開業。
- 1951年11月6日 - 京鶴本線鶴ヶ岡 - 堀越峠間延伸。
  - 【新設停車場】林、蛇ヶ原、大吸、堀越峠
- 1952年3月10日 - 京都 - 祇園 - 四条大宮間の支線開業[5]。
  - 【新設停車場】祇園（京都・四条大宮間）
- 1953年1月20日 - 小野郷 - 山城大森間の支線開業。
  - 【新設停車場】雲月、山城大森
- 1953年5月1日 - 停車場新設及び田土 - 丹波福居間の支線開業。
  - 【新設停車場】田土（鶴ヶ岡・林間）、熊壁、丹波福居
- 1953年5月20日 - 塩田口停車場、下弓削停車場に改称。
- 1953年7月15日 - 二条 - 北野間に千本丸太町停車場新設。
- 1953年9月1日 - 停車場新設及び出口橋 - 矢代間の支線並びに下平屋口 - 宮脇 - 静原間の支線開業。
  - 【新設停車場】清田（下弓削・下中間）、上熊田、矢代中、矢代（出口橋・矢代間）、宮脇、丹波宮島（下平屋口・静原間）
- 1954年6月5日 - 下平屋口停車場、上平屋停車場に改称。
- 1955年3月21日 - 京都 - 祇園 - 四条大宮間の支線を廃止し、京都 - （烏丸通）- 千本丸太町間の支線開業。
- 1960年5月20日 - 停車場新設、廃止及び改称。
  - 【新設停車場】安掛（深見・平屋間）、栃原橋、砂木（静原・鶴ヶ岡間）、花ノ木、下又林（平屋・宮脇間）、下吉田、佐本橋（宮脇・静原間）
  - 【廃止停車場】丹波高野
  - 【停車場改称】宇多野→福王子
- 1961年3月20日 - 宮ノ辻停車場、細野停車場に改称。
- 1963年6月20日 - 杉坂口 - 杉坂間の支線開業、停車場廃止及び新設並びに改キロ実施。
  - 【廃止停車場】夫婦橋、栃原橋、砂木、花ノ木、下又林
  - 【新設停車場】栂ノ尾、毘沙門橋（山城高雄・山城中山間）、杉坂口（山城中山・四本目間）、鴨瀬田（丹波川上・深見峠間）、下深見（深見・安掛間）、今宮橋、高野、棚村橋（静原・鶴ヶ岡間）、天理教前（熊田・矢代中間）、又林（平屋・宮脇間）
- 1994年 - 京鶴線の丹波上川以北を廃止、美山町営バスに移管。
- 1995年4月3日 - 山国線全廃、京北町営バスに移管。京鶴線の路線名称を「高雄・京北線」に変更。
- 2002年4月1日 - 名田庄線全廃。
- 2006年 - 千本三条停留所を千本三条・朱雀立命館前に改称。
- 2008年3月 - 千本丸太町 - 丸太町七本松間に丸太町御前通停留所を新設。
- 2009年11月1日 - バス停新設（御室東）。循環バス（京都駅→四条大宮→円町→立命館大学→一条通→円町→四条大宮→京都駅）の運行を開始。一部便は円町から逆回り。水色一色塗りである中型車を導入[注釈 2]。
- 2012年3月14日 - 七条大宮停留所を七条大宮・京都水族館前に改称。
- 2013年
  - 3月23日 - 出世稲荷前停留所を千本旧二条に改称。
  - 12月21日 - 京北トンネル開通に伴い経路変更。愛宕道・細野・栗尾峠の各停留所を廃止し、細野口停留所を新設。
- 2015年10月23日 - 高雄・京北線においてPiTaPaを導入、ICOCA/Suicaをはじめとする「全国相互利用ICカード乗車システム」にも対応[6]。
- 2016年1月7日 - 京北地域住民の利便性向上及び地域活性化を目的とした社会実験を行うことを発表[7]。2016年1月18日～3月31日の期間限定で、周山駅 - 京都駅間1日14往復のうち2往復を太秦天神川駅経由に変更[8] する。これに伴い、西小路御池・太秦天神川駅前・黒橋・福王子（上り）の各停留所が新設[9] された。
- 2020年4月1日 - 京都駅前・福王子間で京都市交通局（京都市営バス）が発行するICOCA定期券が共通利用可能となる。京都駅・三哲・五条大宮・円町・北野・御室東・妙心寺北門の各停留所を京都駅前・ 下京区総合庁舎前・大宮五条・西ノ京円町（JR円町駅）・北野白梅町・御室・妙心寺北門前に改称。京都駅前・立命館大学前（キャンパス内）間で快速便「立命ライナー」新設（土休日および立命館大学休校中は運休）[10][11]。
- 2021年3月20日 - 運賃均一区間を福王子から栂ノ尾まで拡大し、地下鉄・バス一日券、バス一日券に対応。停留所に鳴滝松本町を新設、平岡八幡・高雄学校前・山城高雄をそれぞれ平岡八幡前・高雄小学校前・高雄へ改称[12]。

## 路線一覧
本節では旧称である「京鶴線」と記載する。
なお、京鶴本線は「京都駅前 - 栂ノ尾」のみを運行する便、経由地を「四条烏丸」・「妙心寺北門前」に変更する便（※「四条大宮」・「立命館大学前」は経由しない）がある。

### 京鶴線
京都営業所が運行する。
- 京鶴本線
  - 京都駅前 - 四条大宮 - 千本丸太町 - 西ノ京円町（JR円町駅） - 北野白梅町 - 立命館大学前 - 御室仁和寺 - 高雄 - 槇ノ尾 - 栂ノ尾 - 杉阪口 - 山城中川 - 北山グリーンガーデン前 - 小野郷 - 周山駅
  - 京都駅前 - 四条大宮 - 千本丸太町 - 西ノ京円町（JR円町駅） - 北野白梅町（下りのみ停車） - 妙心寺北門前 - 御室仁和寺 - 高雄 - 槇ノ尾 - 栂ノ尾 - 杉阪口 - 山城中川 - 北山グリーンガーデン前 - 小野郷 - 周山駅
  - 京都駅前 - 四条烏丸 - 千本丸太町 - 西ノ京円町（JR円町駅） - 北野白梅町（下りのみ停車） - 妙心寺北門前 - 御室仁和寺 - 高雄 - 槇ノ尾 - 栂ノ尾 （※1日1往復のみ）
  - 京都駅前 - 四条烏丸 - 千本丸太町 - 円町 - （ → 北野 → 立命館大学前 → 御室仁和寺 → 一条通、又はこの逆経路）- 循環（廃止）
  - 周山駅 - 下中 - 丹波上川 - 安掛 - 静原 - 鶴ヶ岡 - 丹波福居（廃止）
  - 安掛 - 宮脇 - 静原（廃止）
  - 周山駅 - 下中 - ゼミナールハウス（廃止）
  - 周山駅 - 出口橋 - 矢代（廃止）
  - 周山駅 - 細野 - 下長野（廃止）
- 山国線
  - 周山駅 - 山国 - 井戸 - 上黒田 - 灰屋（廃止）
  - 山国 - 三明院前 - 下中（廃止）
  - 井戸 - 小塩（廃止）

### 名田庄線
近江今津営業所小浜支所が運行を担当していたが、2002年4月1日に大和交通へ移管された。 
- 名田庄線
  - 小浜駅 - 湯岡 - 湯岡橋 - 須縄 - 上中井 - 谷口 - 名田庄中学前 - 井上 - 納田終（廃止）
  - 谷口 - 小屋（廃止）
  - 湯岡 - 谷田部 - 上中井（廃止）

## 京都営業所

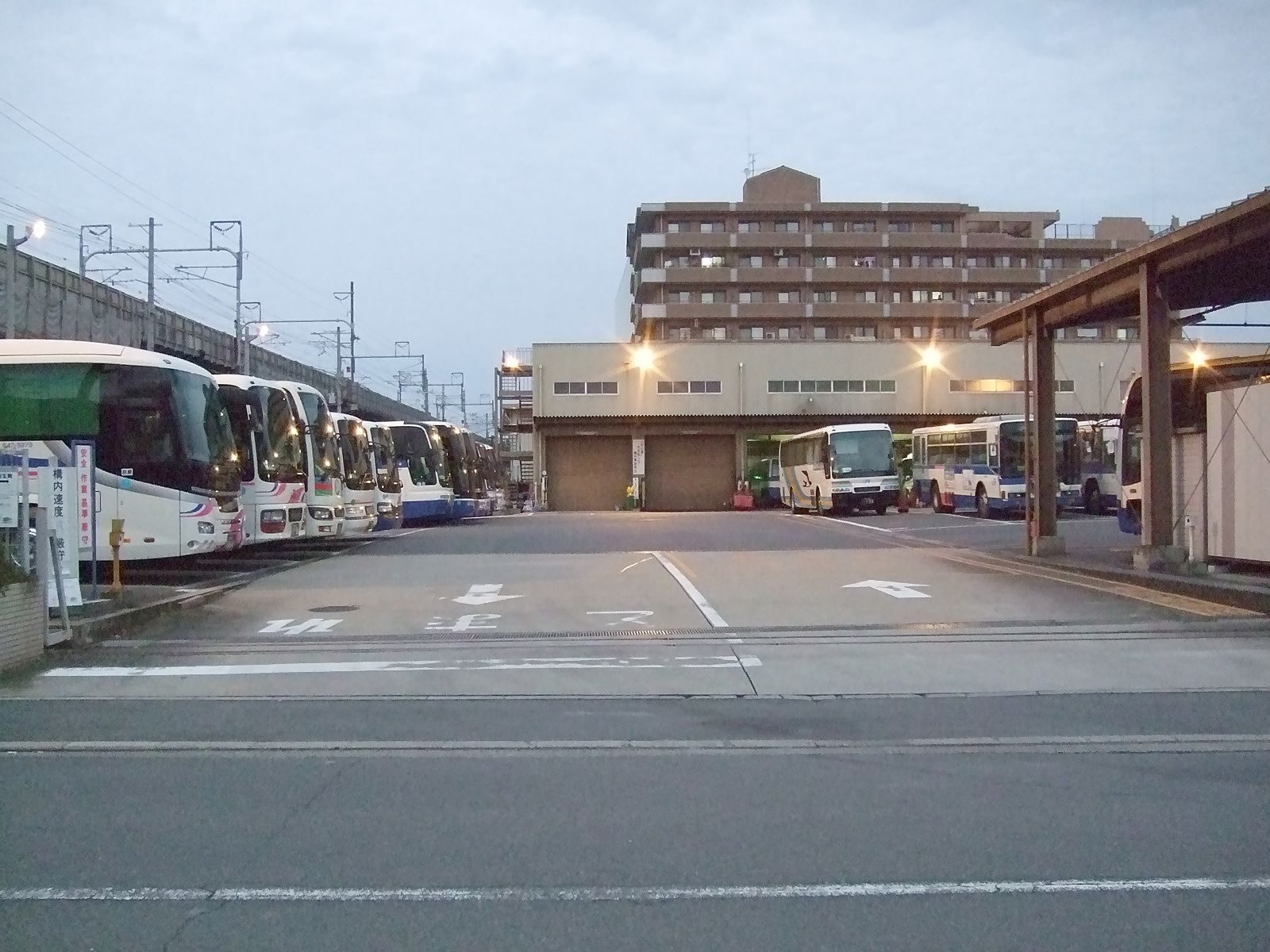
京都営業所

西日本ジェイアールバス京都営業所（きょうとえいぎょうしょ）は、京都市南区吉祥院三ノ宮町にある西日本ジェイアールバスの営業所である。
開設当初は京鶴線・山国線を担当する一般路線の営業所であったが、1964年の名神高速線開業、さらに1969年の夜行高速バス「ドリーム号」運行開始に伴い、高速バス車両が多数配置され、規模は大幅に拡大された。
構内では弁天町駅前にあった交通科学博物館で展示されていた国鉄専用型式三菱・B906Rが非公開で静態保存されている。

### 所在地
- 京都営業所：京都市南区吉祥院三ノ宮町120番地

※かつては京都市下京区塩小路通堀川東入にあった。跡地はオムロン本社が入居するオムロン京都センタービルとなっている。
かつて存在した事業所
- 周山出張所：京都市右京区京北周山町西丁田20-2（周山駅）

### 所管路線
- ドリーム号
- 東海道昼特急号
- 名神ハイウェイバス
- 高松エクスプレス京都号
- 阿波エクスプレス京都号
- 山陽道昼特急（大阪発）青春ドリーム広島号・青春昼特急広島号
- 高雄・京北線
- 快速立命館・快速205号系統（京都市営バス九条営業所と共同運行）

### 所属車両
三菱車・いすゞ車が主体で、高速車に日野車が少数在籍する。2015年12月には、高雄・京北線向けに初めて大型ノンステップバス（いすゞ・エルガ）が3台投入された。

## 周山駅

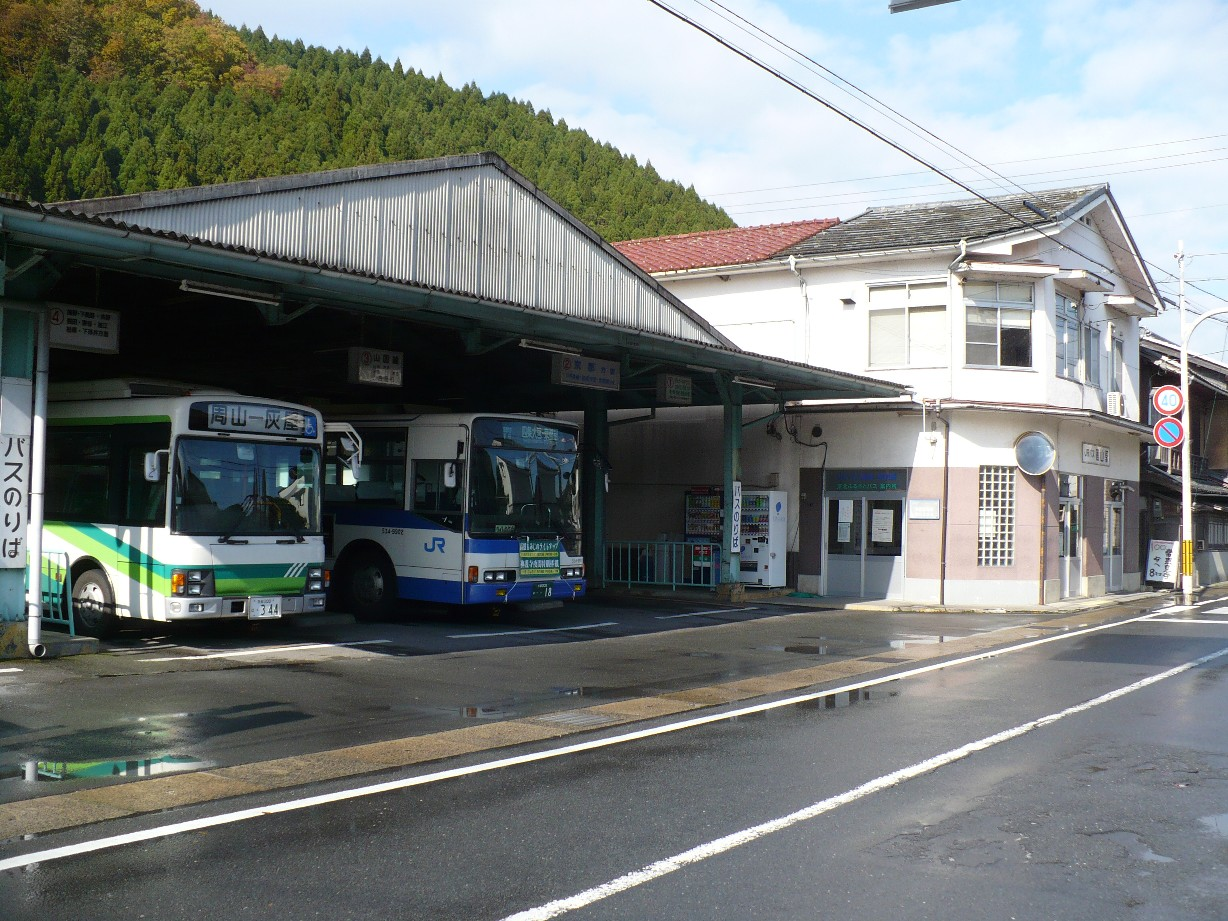
周山駅

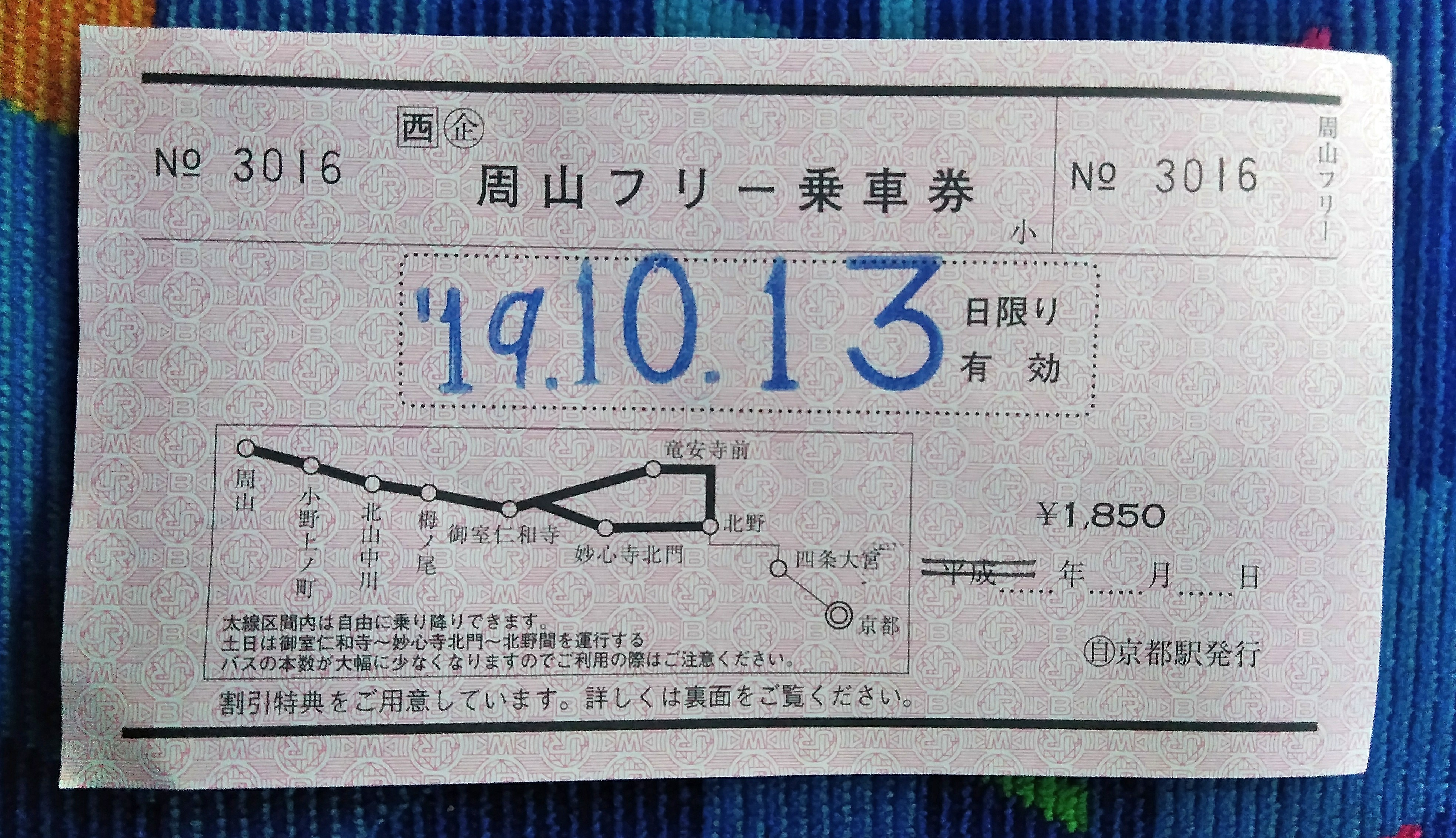
周山フリー乗車券

周山駅（しゅうざんえき）は、京都府京都市右京区京北周山町西丁田にあるバスターミナルの通称である。1937年3月25日の京鶴線開業と同時に自動車駅として開設された。2008年9月30日までは、京都営業所周山出張所を併設していた。
乗り場は4バースある。当駅から山国線が発着していたほか、京鶴線の運転系統が一部を除いて当バスターミナルで分割されていたこともあり乗り継ぎ拠点として機能していた。なお、支線区が廃止された後も代替バスが乗り入れており、乗り継ぎ拠点としての機能を失っていない。
2008年10月1日以降は、きょうと京北ふるさと公社が窓口業務（定期券、京都市域共通回数券の発売など）を行っている。
近年は従来の自動車駅に見られたような特段の機能は持っていないが、2008年現在でも駅舎には「JRバス周山駅」と掲示されているほか、公共施設などの交通案内では「周山駅」の記載が散見される など通称として用いられる。なお、かつて当駅前に発着していた京都交通では停留所名を「周山駅前」と称していた。